# さとう一声
さとう 一声 （さとう いっせい、1947年1月15日 - ）は、アナウンサー、リポーター、ラジオパーソナリティ、司会者、実業家。 実業家としては廣井 正一（ひろい まさかず）名義で坂東まちづくり代表取締役社長（在任期間 2016年 - 2017年）を歴任した。
新潟県小千谷市出身。かつてはオフィスケイアールと業務提携していたが、2024年時点では公式サイトからプロフィールが削除されている。

## 経歴
新潟県立長岡高等学校、学習院大学文学部哲学科を卒業後、1970年に日本教育テレビ（NET・現在のテレビ朝日）へ入社し、新潟県出身者で初めて同局のアナウンサーとなった。テレ朝時代はアナウンサーの他、海外特派員、番組ディレクターやプロデューサーを経験する。
1987年、40歳を迎え、デスクワークを任されたのを機に「現場に居続けたくて」テレビ朝日を退社した。日本テレビと専属フリーリポーター契約を結び、『ルックルックこんにちは』では事件・事故のリポーターとして活動した。 阪神・淡路大震災、ダイアナ妃の事故死とその葬儀（ロンドン）、「オウム真理教」事件等での取材でも知られる。
『ルックルックこんにちは』終了後は、大学時代にアルバイトを務めたRFラジオ日本や、茨城放送（現在のLuckyFM茨城放送）のラジオパーソナリティ等を務めるかたわら、2007年12月1日から、日本BS放送（BS11）の立ち上げに関わり、『BS11ニュース』等を、アナウンサー兼デスクとして担当した。
2016年5月18日、坂東まちづくり代表取締役社長に一般公募により就任した。
2017年6月1日、坂東まちづくり代表取締役社長を辞任した。

## 政歴
2011年4月、統一地方選挙東京都文京区議会議員選挙に無所属で立候補するも落選した。

## 過去の担当番組
- ルックルックこんにちは（1987年4月 - 2001年3月、日本テレビ）リポーター
- レッツ!（2001年4月 - 2002年3月、日本テレビ）ナレーター
- トゥナイト（テレビ朝日）リポーター
- ニュースステーション（テレビ朝日）ナレーター
- ミュージック・サンデー（RCCラジオ）パーソナリティ
- ショップチャンネル（ジュピターショップチャンネル）ゲスト&キャスト
- 朝はここから!（2002年1月 - 2003年3月、RFラジオ日本）パーソナリティ
- 素顔のままで!（2005年10月 - 2006年3月、RFラジオ日本）パーソナリティ
- 彩木しほ・大見麻華の音の祭典（2009年4月 - 2009年12月、チバテレ）司会
- 日本一!長岡の大花火〜未来へとどけ（2010年8月14日、BS11）司会
- ふれラジいばらき（2011年10月 - 2012年3月、茨城放送）パーソナリティ
- 夕刊ほっと（2012年4月 - 2013年3月、茨城放送）パーソナリティ
- いっセイのSAY!（2013年4月1日 - 2015年3月25日、茨城放送）パーソナリティ